# Shanyin
Shanyin (chinesisch 山阴县, Pinyin Shānyīn Xiàn) ist ein chinesischer Kreis der bezirksfreien Stadt Shuozhou in der Provinz Shanxi. Er hat eine Fläche von 1.631 km² und zählt 199.505 Einwohner (Stand: Zensus 2020). Sein Hauptort ist die Großgemeinde Daiyue (岱岳镇).
Die Han-Gräber von Guangwu (广武汉墓群,  Guangwu Han muqun) und die Stätte der Stadt Guangwu (广武城,  Guangwu cheng) stehen seit 1988 bzw. 2006 auf der Liste der Denkmäler der Volksrepublik China.

## Weblink
- Guangwu Tomb Group of Han Dynasty (englisch)